# NPO 2 Extra
NPO 2 Extra is een digitaal themakanaal van de NPO (Nederlandse Publieke Omroep).
Het zendt 24 uur per dag televisieprogramma's uit over kunst en cultuur. De zender is via digitale televisie en internet te ontvangen. Voor 2014 was dit kanaal bekend onder de naam Cultura 24. Tot 26 maart 2018 heette het kanaal NPO Cultura.

## Doelstelling
Het kanaal programmeert, in samenwerking met de NTR (NPS, Teleac en RVU), 24 uur per dag culturele programma's uit eigen productie en van samenwerkende omroepen. Daarnaast worden geregeld programma's uit het Hilversumse omroeparchief vertoond. De zender is zowel via digitale televisie te ontvangen als via internet, onder andere via NPO Start. De zender ging op 1 september 2006 van start. NPO 2 Extra werkt samen met andere publieke omroepen. De introductie van dit themakanaal viel samen met de grootschalige herprofilering van de netten van de Publieke Omroep en de uitbreiding van het aantal digitale themakanalen.

## Inhoud
De inhoud varieert van langlopende programma's als Hier is... Adriaan van Dis tot series als Bij Nader Inzien, documentaires, films, concerten, bekende programma's van weleer en eigen producties.
De eigen producties betreffen onder meer het literaire programma Knetterende Letteren, gepresenteerd door Kenneth van Zijl. Ook het klassiekemuziekprogramma Spiegelzaal van de AVRO wordt door NPO 2 Extra opgenomen en uitgezonden. In het verleden werd het programma 2 Meter Sessies speciaal voor NPO 2 Extra opnieuw gemonteerd en voorzien van een inleiding over de artiest en anekdotes over de sessie door Jan Douwe Kroeske. Ook AVRO's Toppop Golden Years keert terug op televisie in de vorm van een nieuw programma, voor NPO 2 Extra voorzien van een nieuwe inleiding door Ad Visser, en samengesteld op basis van archiefmateriaal uit legendarische Toppop-uitzendingen. Van oktober t/m december 2008 zond NPO 2 Extra op de zondagavond Margreet Dolman zoekt schoonheid uit. Sinds 2009 biedt NPO 2 Extra ook 3voor12 presenteert van de VPRO.
Elke maandag wordt het programma Vrw. zkt. Knst. uitgezonden. Presentator Isolde Hallensleben gaat in dit programma op zoek naar interessante films en muziek, boeken en beelden, theater en televisie.

## Programmering
De programmering van NPO 2 Extra bestaat uit wisselende themablokken, steeds met een lengte van vier uur. Dagelijks om 20.00 uur start een nieuw blok, dat daarna op wisselende tijden herhaald wordt.
Elke genre heeft op werkdagen een vast tijdslot (horizontale programmering). Om 20.00 uur literatuur, om 21.00 uur pop/jazz/world, om 22.00 uur theater of beeldende kunst en om 23.00 uur klassieke muziek. Op zaterdag is de avond ingeruimd voor film en op zondag voor concerten.
In 2020 en 2021 werden er wekelijks concerten, opera's en balletten uitgezonden, vanwege de sluitingen van theaters en concertgebouwen tijdens de coronacrisis, .

## Indeling van de genres
- Literatuur - Documentaires over bekende schrijvers en uitzendingen van het literaire programma Knetterende Letteren.
- Klassiek - Documentaires, registraties en programma's die in het teken staan van klassieke muziek.
- Theater - Programma's over alle disciplines van over theater zoals toneel, ballet en kleinkunst
- Kunst - Beeldende kunst, maar ook mode, architectuur en fotografie. Voorbeelden zijn Kunststof TV en AVRO Kunstuur.
- Pop/Jazz/World - Uitzendingen en concerten in het teken van pop, jazz en wereldmuziek.
- Film - Aandacht voor Films. Ook vaak korte films en specials over filmfestivals als het Nederlands Film Festival.

## Beeldmerk

Het logo van Cultura gebruikt van 1 september 2006 t/m mei 2009
Het logo van Cultura 24 gebruikt van mei 2009 t/m 10 maart 2014
Het logo van NPO Cultura gebruikt van 10 maart 2014 t/m 26 maart 2018
Het logo van NPO 2 Extra gebruikt sinds 26 maart 2018